# Língua sumbawa
Sumbawa (Sumbawarês) é uma língua da metade ocidental da ilha de Sumbawa, Indonésia, onde também é falada a língua bima. É proximamente relacionada com as línguas adjacentes de Lombok e Bali; na verdade, é a mais oriental das línguas austronésias que não faz parte da Austronesian language no sul da Indonésia que não faz parte do Sprachbund das línguas malaio-polinésias centrais. Os Sumbawas escrevem sua língua nativa com uma escrita comumente chamada na sua terra natal de Satera Jontal
.